# Boříkovy
Boříkovy (německy Borschikau) jsou vesnice, část městyse Kolinec v okrese Klatovy v Plzeňském kraji. Nachází se pět kilometrů severozápadně od Kolince. Boříkovy jsou také název katastrálního území o rozloze 1,88 km².

## Historie
První písemná zmínka o vesnici pochází z roku 1444.

## Obyvatelstvo
| Rok            | 1869 | 1880 | 1890 | 1900 | 1910 | 1921 | 1930 | 1950 | 1961 | 1970 | 1980 | 1991 | 2001 | 2011 | 2021 |
| -------------- | ---- | ---- | ---- | ---- | ---- | ---- | ---- | ---- | ---- | ---- | ---- | ---- | ---- | ---- | ---- |
| Počet obyvatel | 171  | 141  | 135  | 138  | 159  | 153  | 138  | 44   | 48   | 20   | 11   | 5    | 3    | 35   | 11   |
| Počet domů     | 20   | 25   | 25   | 21   | 26   | 26   | 26   | 21   | 38   | 10   | 7    | 15   | 17   | 24   | 19   |

## Obecní správa
Při sčítání lidu v letech 1850–1976 Boříkovy byly samostatnou obcí v okrese Klatovy. Od 30. dubna 1976 jsou částí městyse Kolinec v okrese Klatovy. V letech 1850–1976 k obci patřily Bernartice a Hradiště.

## Pamětihodnosti
- Hradiště na vrchu Hůrka

## Další fotografie

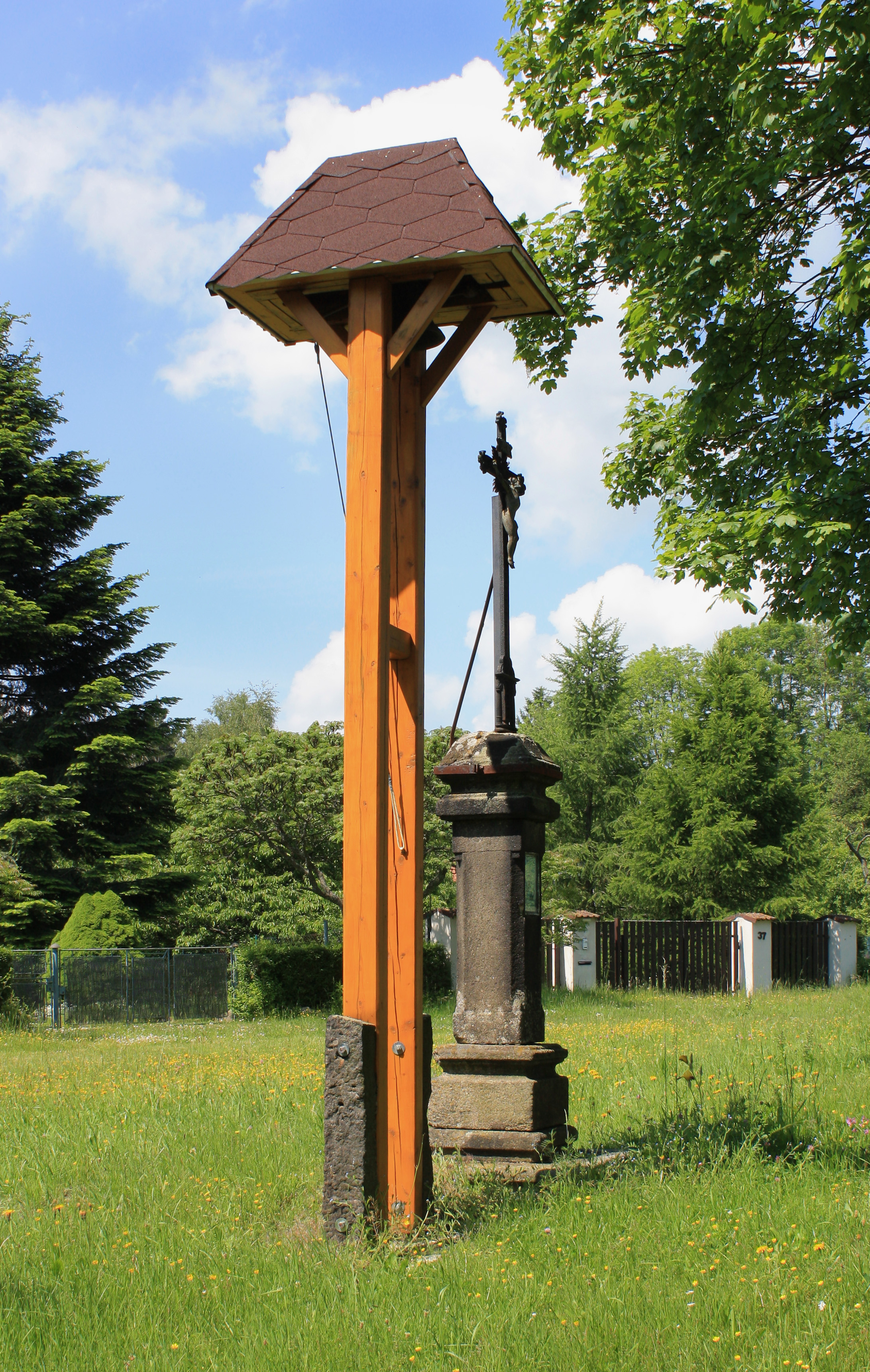
Zvonice a křížek na návsi
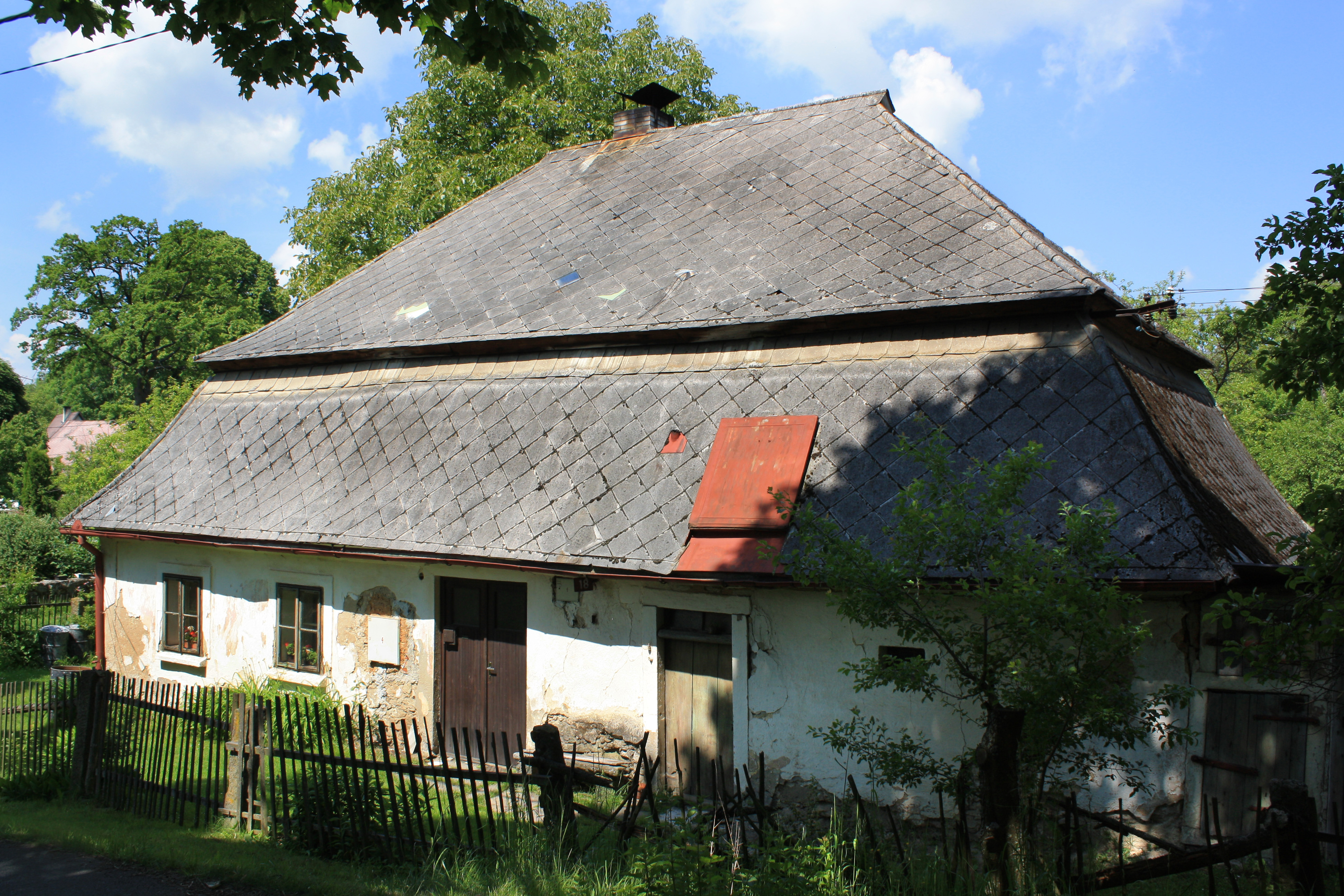
Dům čp. 18
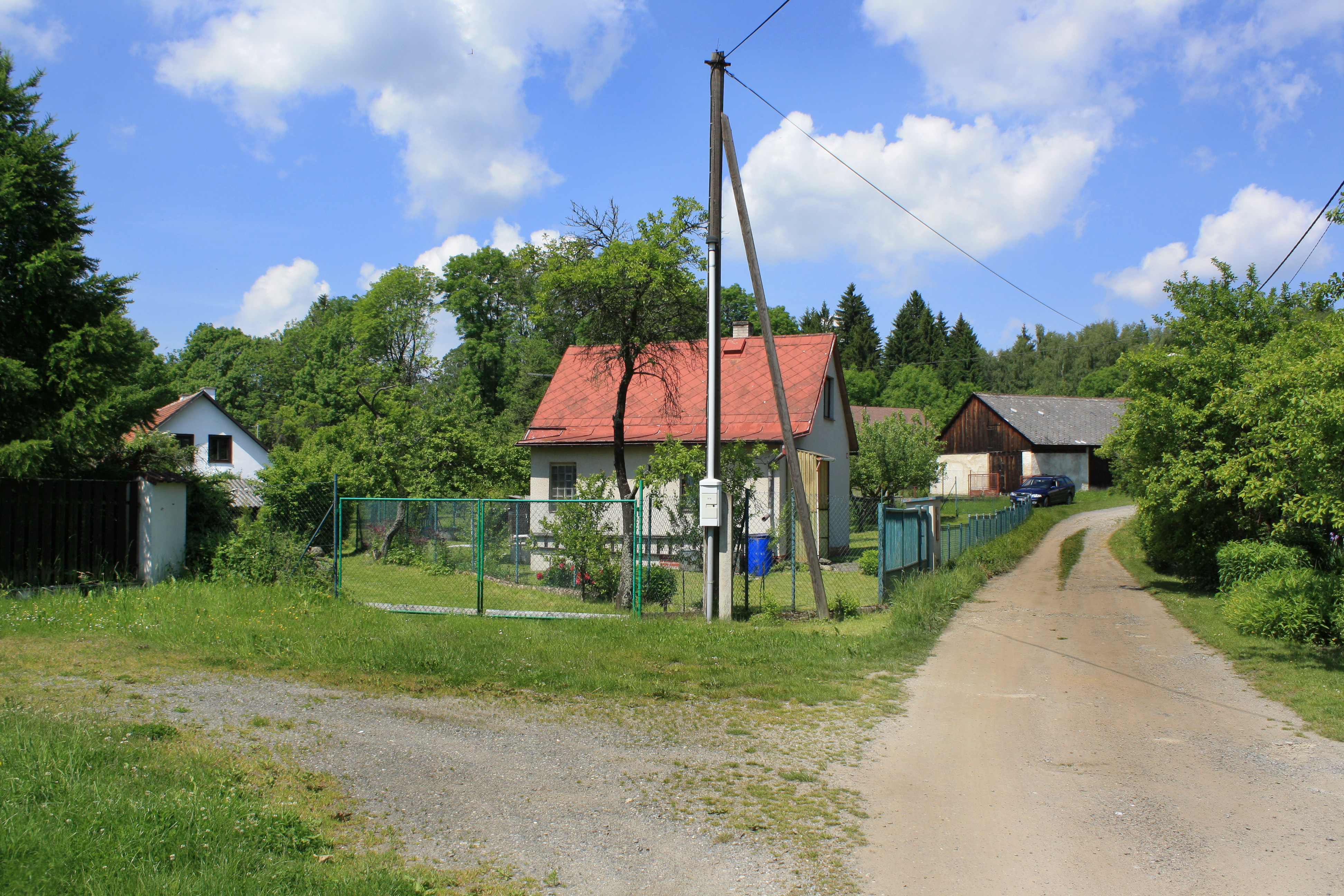
Malá horní náves